# Бахча (Давлекановский район)
Бахча́ (баш. Баҡса) — деревня в Давлекановском районе Республики Башкортостан Российской Федерации. Входит в состав Бик-Кармалинского сельсовета.

## География

### Географическое положение
Расстояние до:
- районного центра (Давлеканово): 25 км,
- центра сельсовета (Бик-Кармалы): 3 км,
- ближайшей ж/д станции (Давлеканово): 25 км.

## Население
| 2002 | 2009 | 2010 |
| ---- | ---- | ---- |
| 77   | ↘75  | ↗78  |

Согласно переписи 2002 года, преобладающая национальность — татары (81 %).